# Гриб, Сергей Дмитриевич
Сергей Дмитриевич Гриб (род. 16 марта 1974) — белорусский футболист, полузащитник, тренер.

## Биография
Начал взрослую карьеру в сезоне 1992/93 в клубе первой лиги Беларуси «Брестбытхим». Провёл в этом клубе четыре сезона, сыграв 90 матчей. В 1996 году перешёл в «Белшину», выступавшую в высшей лиге, но провёл только два матча, а команда стала бронзовым призёром чемпионата. В 1997 году перешёл в «Динамо» (Брест) и выступал за команду в течение восьми сезонов, сыграв 188 матчей в высшей лиге, лучшим результатом в этот период было седьмое место (1997, 1999). В 2005 году перешёл в клуб первой лиги «Гранит» (Микашевичи), а по окончании сезона завершил игровую карьеру.
Всего в высшей лиге Беларуси сыграл 190 матчей, забил 15 голов.
В 2010-е годы работал детским тренером в СДЮШОР «Динамо» (Брест). В 2020 году вошёл в тренерский штаб новосозданного клуба второй лиги «Динамо-Брест-1960», где по одним данным стал главным тренером, по другим данным — ассистировал Евгению Троцюку.